# Ismene (mitología)

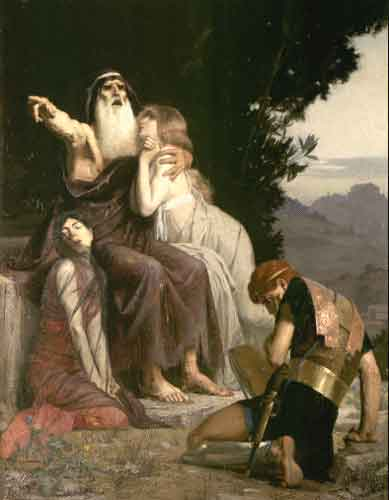
Marcel Baschet (1862 - 1941): Edipo maldice a Polinices (Œdipe condamne Polynice), en presencia de Antígona e Ismene.

En la mitología griega, Ismene (en griego Ἰσμήνη) es una hija, según la tragedia, del matrimonio incestuoso de Edipo y Yocasta o Epicasta y hermana por tanto de Etéocles, Polinices y Antígona. La Odisea dice que Epicasta tomó en matrimonio a su hijo sin saberlo y, presa de la culpabilidad al descubrirlo terminó ahorcándose; en esta versión no se menciona a ningún descendiente. Edipo se habría casado entonces con Euriganea, hija de Hiperfante, y fue Eriganea la madre de los hijos de Edipo.
Cuando Edipo abdicó del trono de Tebas abrumado por su tragedia, sus hijos varones decidieron compartirlo, alternándose en el poder cada año. Edipo los maldijo por el trato denigrante que le habían dado, pero los hermanos ignoraron sus advertencias y confiaron en la buena fe recíproca. 
Pero cuando el primer año de reinado de Etéocles llegó a su fin, este se negó a traspasar el poder a su hermano. Polinices reunió a un grupo de poderosos aliados e intentó recuperar el trono por la fuerza mediante el asedio que se conoce como Los siete contra Tebas. En la lucha fratricida que siguió murieron numerosos héroes tebanos, como Atis, que había sido el prometido de Ismene desde la infancia y fue muerto por Tideo.
Intentando dar fin a la contienda, Etéocles y Polinices se enfrentaron en lucha singular, y acabaron traspasándose mutuamente con su espada, lo que facilitó que su tío Creonte se proclamase nuevo rey de la ciudad. 
Una de las primeras acciones del tirano fue declarar traidor a Polinices y prohibir, bajo pena de muerte, que su cuerpo recibiese la debida sepultura. Pero Antígona desafió este decreto y salió de la ciudad para incinerar a su hermano. Por este crimen, y para eliminar de paso a un miembro de la familia peligroso en potencia, Creonte ordenó que Antígona fuera enterrada viva en la misma tumba de Polinices, ignorando los ruegos de su hijo Hemón, que era amante de la condenada.
Ante esta aberración, Ismene declaró que había ayudado a su hermana y que por tanto merecía la misma suerte, a pesar de que realmente había permanecido al margen.
Finalmente los dioses, a través del adivino Tiresias, hicieron saber a Creonte su desaprobación de las sendas condenas, por lo que el tirano cambió de actitud y enterró él mismo el cadáver de Polinices. Pero ya era demasiado tarde para Antígona, que se había ahorcado para evitar ser enterrada viva. Hemón, destrozado por la colosal tragedia, se suicidó después a los pies de su amada Antígona. También se suicidó Eurídice, la esposa de Creonte y madre de Hemón, cuando se enteró de la muerte de su hijo.
Ismene intentó rehacer su vida con su amante Teoclimeno, pero Tideo la mató instigado por Atenea.  El poeta Mimnermo atribuye a Tideo el asesinato de Ismene. Ningún otro escritor clásico menciona la historia, pero la escena está representada en un ánfora corintia de figuras negras del siglo VI, conservada en el Louvre.